# Carlo Antonio Dal Pozzo
Carlo Antonio Dal Pozzo (Biella, 30 novembre 1547 – Seravezza, 13 luglio 1607) è stato un arcivescovo cattolico e giurista italiano.

## Biografia
Proveniente dalla nobile famiglia dei Dal Pozzo della Cisterna di Biella e laureato in Legge all'Università di Bologna, Carlo Antonio Dal Pozzo è stato arcivescovo metropolita di Pisa.
Nella città toscana fece costruire la cappella omonima nel Camposanto monumentale nel 1594, fece fondere la campana omonima sita sulla Torre pendente nel 1606 e istituì il Collegio Puteano nel 1605 per accogliere studenti piemontesi delle Facoltà di Medicina, Giurisprudenza e Filosofia, struttura tuttora esistente e unica superstite dell'antico sistema di collegi dell'università pisana.
Giureconsulto, dal 1571 al 1582 ricoprì la carica di auditore fiscale del Granducato di Toscana.

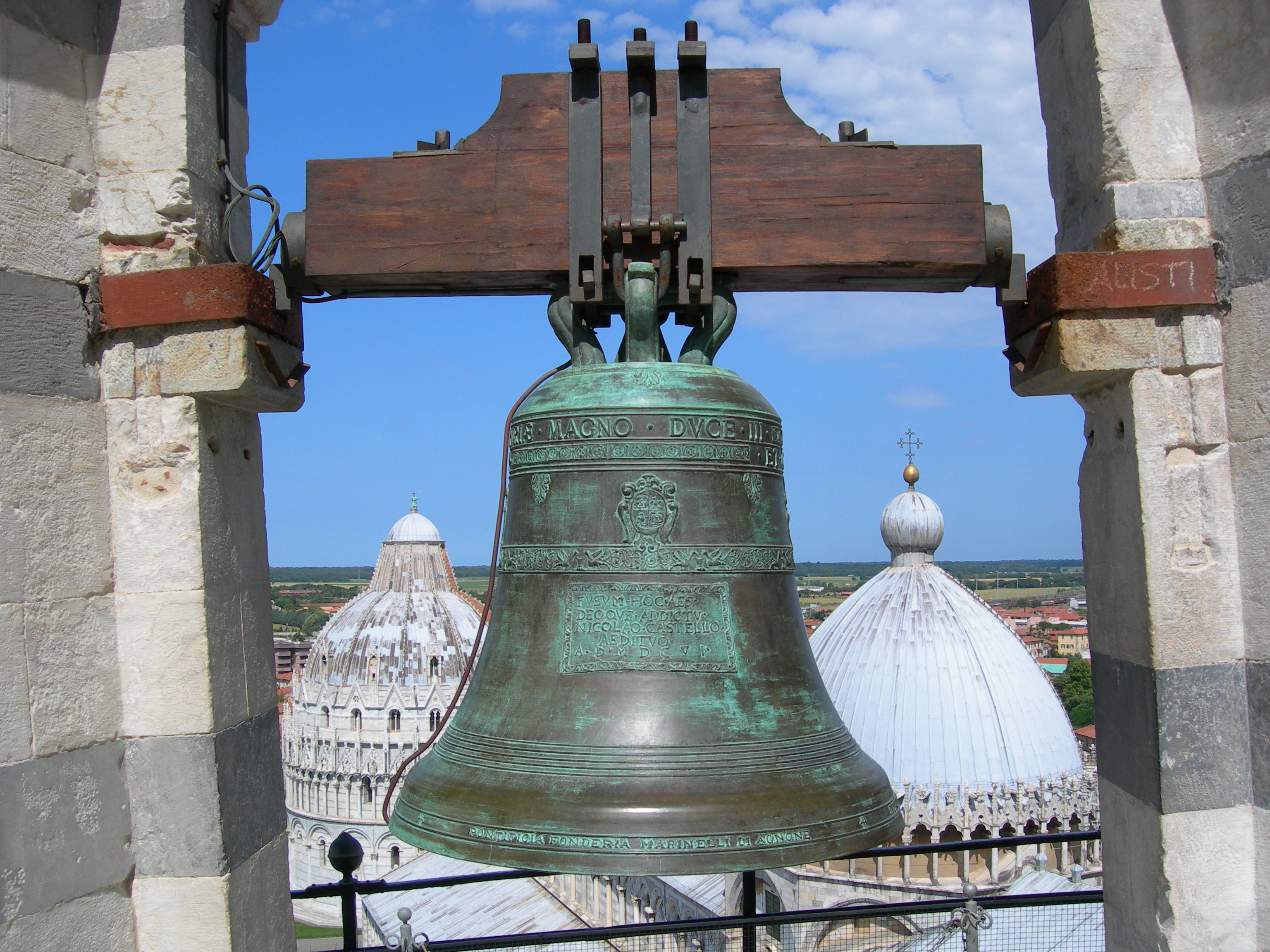
La campana "Dal Pozzo"